# 에밀리오 지노 세그레
에밀리오 지노 세그레(Emilio Gino Segrè, 1905년 2월 1일 ~ 1989년 4월 22일)은 이탈리아 출신, 미국의 물리학자이다. 반양성자를 발견한 공로로 1959년에 노벨 물리학상을 받았다.

## 생애
로마 동부 티볼리의 유대인 가정에서 태어났다. 로마 라 사피엔차 대학교에 공학 대학생으로 입학했고, 1927년에 물리학과로 전과하여 엔리코 페르미 교수 밑에서 1928년에 학위를 받았다. 1928년부터 1929년까지 군 복무를 했으며 제대한 이후 그는 록펠러 재단의 연구원으로 들어가 함부르크에서는 오토 슈테른과, 암스테르담에서는 피터르 제이만과 함께 일했다. 1932년부터 1936년까지는 로마 라 사피엔차 대학교의 물리학과 교수직을, 1936년부터 1938년까지는 팔레르모 대학교 물리학 연구소 소장직을 맡았다.
1937년에 어니스트 로런스의 로런스 버클리 국립 연구소를 방문한 뒤 그는 연구소의 사이클로트론 전향 장치에 있던, 특이한 형태의 방사능을 방출하는 몰리브덴 조각을 받았다. 화학적 실험과 물리적 실험을 거친 뒤 그는 그 방사능이 이전에 발견된 적 없는 원소이자 최초로 인공적으로 합성된 원소인 테크네튬으로부터 나온 것이라는 결론을 도출해 냈다.
1938년에 캘리포니아로 여름 휴가를 갔을 때, 베니토 무솔리니의 파시스트 정부가 반유대주의 법을 통과시켰다. 그 결과 유대인이었던 그는 타지에서 애매한 망명 상태에 놓이게 되었다. 그 때 어니스트 로런스가 월급으로 미화 300 달러를 받는 연구 보조직(이 직책은 한 원소를 발견한 과학자에게는 하위 직책인 편이다)을 그에게 추천했다. 하지만 그의 기억에 따르면 그가 캘리포니아에서 체포되었을 때 로런스는 그 상황을 이용해 그의 월급을 미화 116 달러로 깎았다고 한다. 그는 캘리포니아 대학교 버클리에서 시간 강사로 일하기도 했다.
캘리포니아 대학교 버클리에 있는 동안 그는 아스타틴과 239Pu를 발견하는 데 도움을 주었고 1944년 4월에는 239Pu를 이용해 폭탄을 만들었지만 240Pu 불순물 때문에 그것을 이용한 성공적인 폭탄은 일본 나가사키에 투하된 팻 맨이 최초로 기록되었다.
1943년부터 1946년까지 로스앨러모스 원자력 연구소에서 맨해튼 계획에 참여하게 되었다. 1944년에는 정식으로 미국에 귀화하여 콜럼비아 대학교, 일리노이 대학교, 리우데자네이루 대학교에서 교편을 잡았다. 1946년에 캘리포니아 대학교 버클리로 돌아온 후 1972년까지 물리학과 과학사 교수직을 맡았다.
그와 오언 체임벌린은 로런스 버클리 국립 연구소 내의 연구 그룹의 공동 책임자였다. 그들이 맡은 연구 그룹은 반양성자를 발견할 수 있는 계기가 된 실험을 제안했고 이는 LRL에서 베바트론을 만들 수 있던 결정적인 원인이 되었다. 베바트론을 통해 그들의 그룹은 최초로 반양성자를 추출해 냈고 결국 1959년에 두 사람은 노벨 물리학상을 공동으로 받게 되었다.
또한 사진가로서도 활발한 활동을 했는데 미국 물리학 협회의 사진 보관소는 그의 이름을 따서 지어졌다. 그러나 1989년 4월 22일에 심장마비 사망했다(향년 84세).